# Полное уничтожение (телешоу)
Полное уничтожение — игровое шоу, в котором участники соревнуются в прохождении «самой большой в мире» полосы препятствий. Шоу впервые вышло в эфир на телеканале АВС 24 июня 2008 года, последний эпизод был показан 7 сентября 2014. Ведущей в одном из сезонов была Ванесса Лаше. Создатели и исполнительные Продюсеры Мэтт Куниц и Скотт Ларсен. Шоу было снято в городе Санта-Кларита, Калифорния, около 40 миль к северу от Лос-Анджелеса.

## Правила шоу
Участники соревнуются в четырех раундах конкурса, пока не выбран окончательный победитель. В первом туре участвуют 24 конкурсанта проходят через ряд препятствий. 12 участников с лучшим временем проходят дальше.
Следующие два тура проходят на двух различных полосах препятствий. Как правило, участники соревнуются одновременно, на скорость проходя заданный путь. Первая половина участников, дошедшая до финиша, продолжает игру; другая половина участников выбывает. После этих испытаний четвёрка сильнейших (в некоторых сезонах — тройка) попадает в финал, где победитель получает звание чемпиона и приз $50 000.